# Гольгер Фах
Гольгер Фах (нім. Holger Fach, нар. 6 вересня 1962, Вупперталь) — німецький футболіст, що грав на позиції захисника, півзахисника. По завершенні ігрової кар'єри — тренер.

## Клубна кар'єра
У дорослому футболі дебютував 1981 року виступами за команду «Фортуна» (Дюссельдорф), в якій провів шість з половиною сезонів, взявши участь у 164 матчах чемпіонату.
На початку 1988 року Фах перейшов у «Юрдінген 05», де провів чотири сезони, а 1991 року, після вильоту клубу з Бундесліги, перейшов у «Боруссію» (Менхенгладбах), з якою виборов титул володаря Кубка Німеччини у 1995 році.
1995 року перейшов у «Баєр 04», де в першому сезоні був основним гравцем, а потім втратив місце в основі і незабаром повернувся в «Фортуну» (Дюссельдорф), з якою вилетів у Другу Бундеслігу і другу частину сезону 1997/98 пограв у вищоліговому клубі «Мюнхен 1860». Загалом за час кар'єри провів у Бундеслізі 416 ігор і забив 67 голів. Також провів 27 матчів у Другій Бундеслізі за «Фортуну» (Дюссельдорф) (у сезонах 1987/88 та 1997/98), де він забив чотири голи.

## Виступи за збірну
Фах представляв Західну Німеччину на літніх Олімпійських іграх 1988 року в Сеулі, де він був основним гравцем і за 5 матчів забив 2 голи та допоміг команді здобути бронзову медаль олімпійського футбольного турніру.
31 серпня 1988 року дебютував в офіційних іграх у складі національної збірної ФРН в матчі відбору на чемпіонат світу 1990 року проти Фінляндії (4:0). Протягом кар'єри у національній команді, яка тривала 2 роки, провів у формі головної команди країни 5 матчів.

## Кар'єра тренера
Розпочав тренерську кар'єру очоливши дублюючу команду «Боруссія» (Менхенгладбах), а 21 вересня 2003 року, після недовгої роботи з клубом «Рот Вайс» (Ессен), став головним тренером першої команди «Боруссії» і тренував менхенгладбаський клуб один рік до 27 жовтня 2004 року.
5 червня 2005 року став головним тренером «Вольфсбурга», але вже 19 грудня 2005 року він був звільнений з посади через незадовільні результати.
3 січня 2007 року очолив клуб Другої Бундесліги «Падерборн 07», де теж пропрацював лише рік і покинув посаду 8 лютого 2008 року. Натомість 18 квітня 2008 року очолив інший клуб другого дивізіону «Аугсбург», де пропрацював до 13 квітня 2009 року.
21 січня 2010 року головним тренером команди «Локомотив» (Астана). Привів команду до перемоги в Кубку та Суперкубку Казахстану, які стали першими трофеями в нетривалій історії клубу. Після сезону 2011 року Фах закінчив свою роботу в «Астані» через стан здоров'я, оскільки у німця виявили рак легенів.
В подальшому з 2015 року працював скаутом у клубі Бундесліги «Дармштадт 98», а 2016 року був спортивним директором дармштадців. 5 грудня 2016 року припинив роботу з клубом, продемонструвавши солідарність з раніше звільненим тренером Норбертом Маєром.

## Титули і досягнення

### Як гравця
- Бронзовий олімпійський призер: 1988
- Володар Кубка Німеччини (3):

«Боруссія» (Менхенгладбах): 1994–95

### Як тренера
- Володар Кубка Казахстану (1):

«Локомотив» (Астана): 2010
- Володар Суперкубка Казахстану (1):

«Локомотив» (Астана): 2011